# Alkenvögel
Alkenvögel (Alcidae) sind eine Familie der Vogelordnung Regenpfeiferartige, die ausschließlich auf der Nordhalbkugel vorkommen. Es handelt sich um drossel- bis entengroße Meerestauchvögel (der ausgerottete Riesenalk erreichte sogar etwa die Größe einer Gans) mit weit hinten am Körper angesetzten Beinen, so dass sie an Land eine mehr oder weniger aufrechte Körperhaltung zeigen.
Ihr morphologisches Erscheinungsbild ähnelt dem der Pinguine, die fast ausschließlich auf der Südhalbkugel vorkommen. Die Angehörigen beider Familien sind schwarzweiß und stehen aufrecht. Beide haben ein kurzes und eng anliegendes Gefieder und bei beiden Familien sind die Flügel für die Fortbewegung unter Wasser umgebildet. Die Ähnlichkeit beruht allerdings ausschließlich auf konvergenter Evolution. Die beiden Familien sind nicht sehr nahe miteinander verwandt. Anders als Pinguine haben die meisten Alkenvögel ihre Flugfähigkeit behalten. Die einzige flugunfähige Art aus dieser Familie, der Riesenalk, ist im 19. Jahrhundert durch den Menschen ausgerottet worden.
Alkenvögel leben in den kühlen, borealen bis kalten, arktischen Gewässern des Nordatlantiks und des Nordpazifiks. Sie brüten in der Regel an Steilklippen des Festlands oder auf abgelegenen Inseln. Dort bilden sie häufig gemeinsam mit anderen Seevögeln große Kolonien. Im Nordatlantik teilen sie sich ihre Kolonien beispielsweise mit Eissturmvogel, Basstölpel, Krähenscharbe, Dreizehenmöwe und Sturmschwalbe.

## Körperbau
Alkenvögel sind gekennzeichnet durch ein dichtes, schwarz-weißes Gefieder und eine aufrechte Sitzhaltung an Land. Mit Ausnahme des ausgestorbenen Riesenalks sind die rezenten Arten alle flugfähig, haben jedoch stark verkürzte Arm- und besonders Handschwingen. Aufgrund ihrer kurzen und schmalen Flügel haben sie beim Fliegen eine hohe Schlagfrequenz. Die Flügel werden jedoch auch beim Tauchen gut eingesetzt.
Das Gefieder ist sehr kurz und eng anliegend. Schwarzgraue Daunen bedecken den ganzen Körper und dienen der Wärmeisolation. Ähnlich wie bei den Pinguinen ist die Federdichte sehr hoch. Mit zwölf Federn pro Quadratzentimeter liegt sie doppelt so hoch wie beispielsweise bei Möwen.
Alle Schwungfedern werden gleichzeitig erneuert, daher sind die Vögel in der Mauser vorübergehend flugunfähig. Das Winterkleid weicht häufig erheblich vom Brutkleid ab.

## Fortpflanzung
Nur zum Brüten bleiben Alkenvögel längere Zeit an Land. Während der Brutperiode leben die meisten in riesigen Kolonien an steilen Felsküsten, auf Felsvorsprüngen und Blockhalden. Das Gelege besteht in der Regel aus nur einem Ei. Lediglich die Arten, deren Nahrungsgründe nahe an ihren Brutgebieten liegen, sind in der Lage, genügend Nahrung heranzuschaffen, um auch zwei Nestlinge groß zu ziehen. So bestehen die Gelege von Gryll-, Brillen- und Taubenteiste, die alle drei zur Gattung Cepphus gezählt werden, gewöhnlich aus zwei Eiern. Der Lummenalk, der zur Gattung Synthliboramphus gehört, legt nicht nur wie alle Alken seiner Gattung zwei Eier, sondern ist auch in der Lage, bei Gelegeverlust ein Nachgelege zu legen. Der Aleutenalk ist jedoch der einzige Alkenvogel, dem es gelegentlich gelingt, zwei Gelege pro Jahr großzuziehen. Die Jungvögel der Synthliboramphus-Arten verbleiben nur ein oder zwei Tage in der Nisthöhle und verlassen dann gemeinsam mit ihren Elternvögeln die Brutkolonie. Sie werden auf hoher See aufgezogen. In Gefangenschaft aufgezogene Lummenalken erfahren 48 Stunden nach dem Schlupf eine deutliche Verhaltensänderung. Während sie etwa bis zu diesem Zeitpunkt ruhig in ihrem Nest bleiben, zeigen sie danach ein sehr agiles Verhalten und laufen aufgeregt in ihren Nistboxen umher. In freier Wildbahn werden sie zu diesem Zeitpunkt von den Elternvögeln auf hohe See geführt. Sie sind dann bereits sehr gute Schwimmer und an Land in der Lage, über Hindernisse zu klettern. Ihre weitere Entwicklung auf hoher See konnte bislang nicht dokumentiert werden. In Gefangenschaft aufgezogene Lummenvögel zeigten eine nur sehr langsame Gewichtszunahme und eine Veränderung ihres Gefieders erst am 17. Lebenstag.

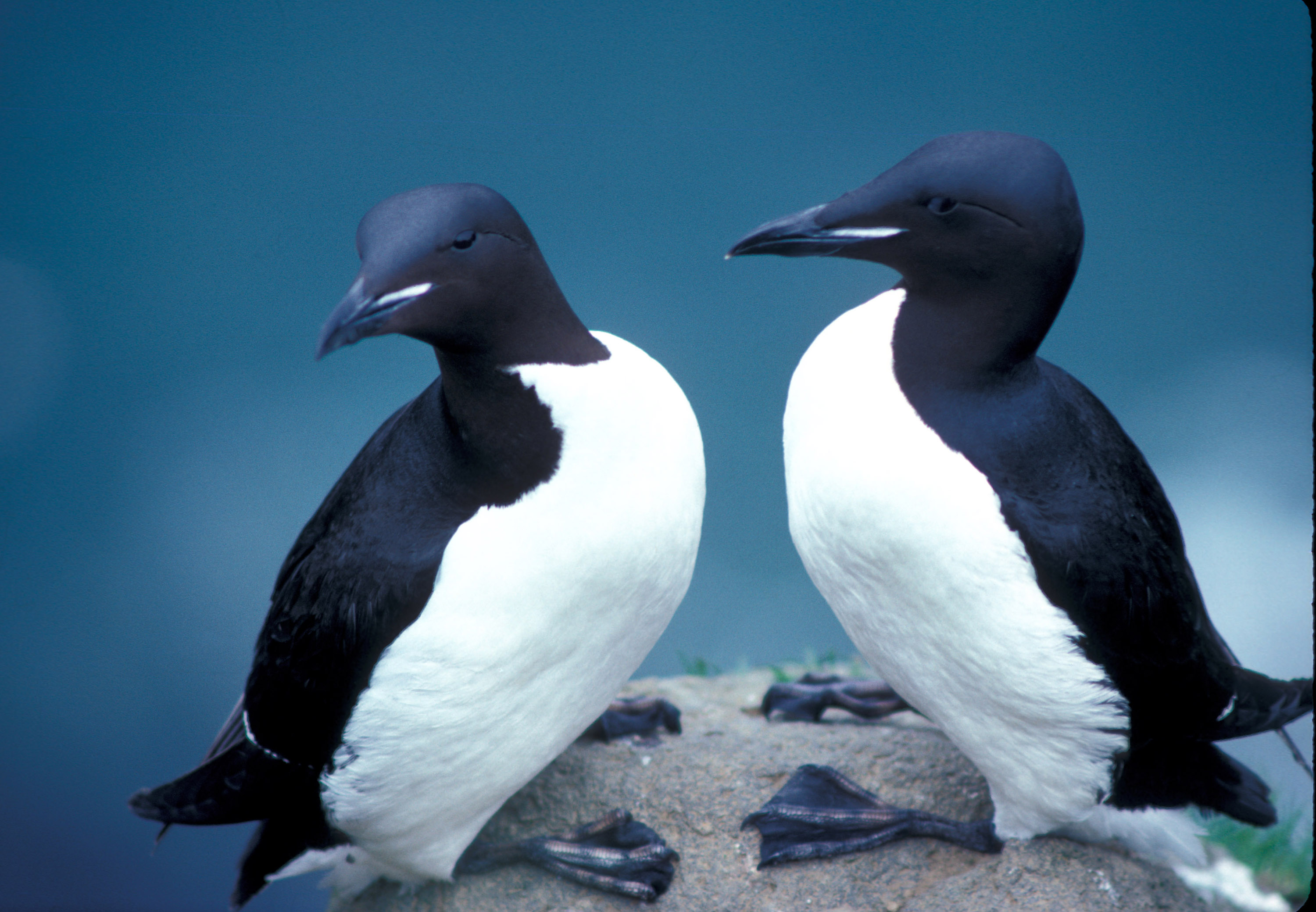
Dickschnabellummen

Ein für Alkenvögel ungewöhnliches Brutverhalten weisen die drei rezenten Arten der Gattung Brachyramphus auf. Der zu dieser Gattung gehörende Kurzschnabelalk brütet tief im Binnenland und wählt als Niststandort regelmäßig steinige Hänge oberhalb der Baumgrenze. Die einzigen baumbrütenden Arten unter den Alkenvögeln gehören gleichfalls zu dieser Gattung. Wie ihre Schwesterart brüten Kamtschatkamarmelalk und Marmelalk gelegentlich sehr tief im Binnenland und errichten ihre Nester auf starken Ästen alter Bäume. Besonders gut untersucht ist das Brutverhalten des Marmelalks, der in Nordamerika zum Symbolvogel für die Anstrengungen um den Erhalt ursprünglicher Wälder an den Küsten der Vereinigten Staaten wurde. Das Brutgebiet dieser Art ist gewöhnlich im Durchschnitt 16,8 Kilometer von der Küste entfernt. Extreme Niststandorte liegen bis zu 40 Kilometer entfernt. Der typische Niststandort findet sich auf alten Bäumen, die mindestens 200 Jahre alt sind. Typisch für die Wälder, in denen Marmelalken nisten, ist ein geringer Unterwuchs unter den hohen Bäumen, aber ein ausgeprägter Moos- und Epiphytenbewuchs. Die Wipfelhöhe der Bäume befindet sich in durchschnittlich 64 Meter Höhe; die Größe der Wälder, in denen Marmelalken brüten, beträgt im Durchschnitt 206 Hektar. Das Nest befindet sich im oberen Bereich des Nistbaumes etwa einen Meter vom Baumstamm entfernt auf einem starken Ast, der einer Nistplattform von etwa zwanzig mal dreißig Zentimeter Platz bietet. Das Nest ist mit Flechten und Moos gepolstert und auf Grund darüberhängender Äste von oben meistens nicht einsehbar. In Alaska sind auch bodenbrütende Marmelalken beobachtet worden. Brütende Marmelalken weisen jeweils zwei seitliche Brutflecken auf. Die Nestlinge schlüpfen nach einer Brutzeit von 27 bis 30 Tagen. Unmittelbar nach dem Schlupf wird der Nestling zwei Tage lang ununterbrochen gehudert. Die Elternvögel füttern den Nestling mit kleinen Fischen, die sie meist einzeln quer im Schnabel herantragen. Die Nestlingszeit beträgt 27 bis 30 Tage, dann fliegt der Jungvogel gewöhnlich unbegleitet von den Elternvögeln allein zum Meer. Es ist bislang nicht bekannt, wie die Jungvögel den Weg zum Meer finden. Einige Jungvögel können das Meer kurz nachdem sie losfliegen sehen, andere müssen jedoch weite Strecken zurücklegen, bevor sie das Meer sichten. Möglicherweise merken sich Jungvögel die Flugrichtung der Elternvögel und orientieren sich daran.

## Evolution
Die frühesten Fossilien von Alkenvögeln stammen aus dem Miozän vor 15 Millionen Jahren. Manche Zoologen rechnen noch ältere Fossilien aus dem Eozän in diese Familie. Die meisten und ältesten Funde stammen aus dem nördlichen Pazifik. Allerdings fand man im US-amerikanischen Bundesstaat North Carolina, der an der Atlantikküste liegt, in Schichten des Oberen Miozäns und des Unteren Pliozäns Fossilien von etwa zwölf Alkenarten unterschiedlicher Gattungen, so dass bereits zu dieser Zeit eine komplexe Alkengemeinschaft vorlag. Da heute im Atlantik nur vier endemische Arten vorkommen, während es im Pazifik sechzehn endemische Arten sind, ist überwiegende Forschungsmeinung, dass Alkenvögel im Pazifik entstanden sind und sich von dort aus ausbreiteten. Dafür spricht auch, dass Trottellummen und Dickschnabellummen überlappend in beiden Ozeanen verbreitet sind. Ein weiteres Indiz für diese These ist, dass von der insgesamt drei rezente Arten umfassenden Gattung Fratercula eine Art, nämlich der Papageitaucher, im Atlantik und zwei weitere, nämlich der Hornlund und der Gelbschopflund, im Pazifik vorkommen.
Anders als bei anderen Seevögeln enthalten die Gattungen jeweils nur wenige Arten. Das hängt sicherlich mit der geringen Ausbreitung dieser Familie zusammen. Heute wie früher leben die Alkenvögel in den kühleren Meeren der Nordhalbkugel. In wärmeren Meeren erreichen die Fische, welche neben dem Krill die Hauptnahrung der Alkenvögel bilden, eine Geschwindigkeit, die eine erfolgreiche Jagd verhindert. Die am weitesten südlich vorkommenden Arten dieser Familie überleben nur aufgrund der kalten Wasserschichten, die bei Kalifornien und Mexiko aufsteigen.

## Bestand

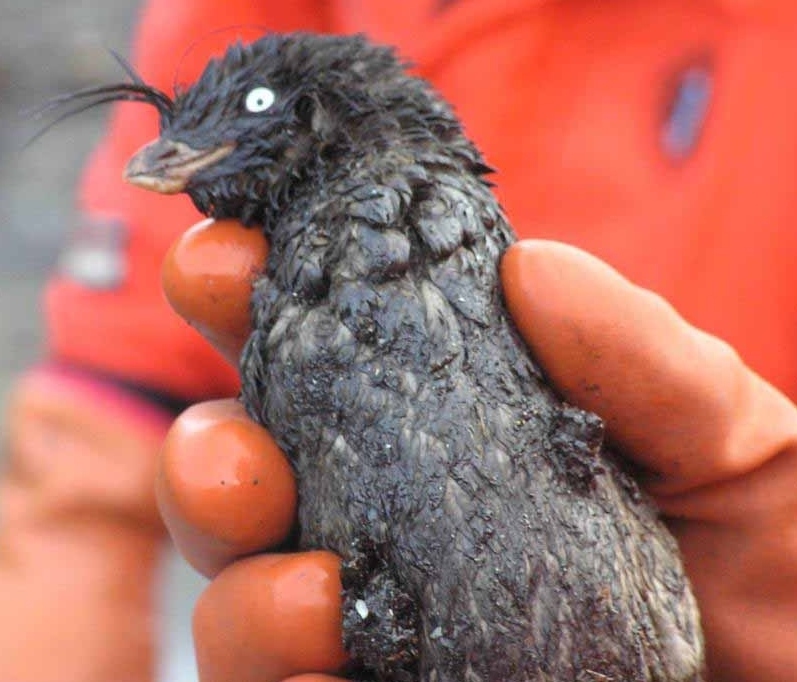
Schopfalk mit ölverschmutztem Gefieder

Wie bei vielen Seevögeln ist die Bestandserfassung von Alkenvögeln schwierig. In der Regel werden Seevögel auf bestimmten Probeflächen gezählt und aus diesen Ergebnissen ein Schätzwert für den gesamten Koloniestandort hochgerechnet. Diese Methode funktioniert jedoch bei Alkenvögeln nur eingeschränkt, da die Zahl der in einer Brutkolonie anwesenden Vögel sowohl mit der Tages- und Jahreszeit als auch mit dem Wetter oder der Tide stark schwanken kann. Noch größere Probleme gibt es bei der Ermittlung langfristiger Bestandstrends, denn historische Quellen liefern bestenfalls fragmentarische Daten. Grundsätzlich geht man aber davon aus, dass die meisten Arten im 17. und 18. Jahrhundert sehr viel zahlreicher waren und ab dem 19. bis zur Mitte des 20. Jahrhunderts eine zunehmende Verfolgung durch den Menschen zu erheblichen Bestandsabnahmen führte.
Der Kurzschnabelalk gilt als die am stärksten bedrohte Art der Alkenvögel. Er kommt nur noch an wenigen, weit auseinanderliegenden Stellen in größerer Zahl vor. Die bekanntesten sind der Glacier-Bay-Nationalpark und der Prince William Sound. Der Bestand an Kurzschnabelalken beträgt vermutlich nur noch zwischen 20.000 und 50.000 Individuen. 70 Prozent kommen in Alaska vor. Die IUCN stuft die Art als vom Aussterben bedroht ein, weil die Populationen insbesondere in den letzten 15 Jahren um 80 bis 90 Prozent zurückgegangen sind. Negativ wirken sich vor allem der Verlust von Brutgebieten durch abschmelzende Gletscher und die Meeresverschmutzung durch Schiffe und Ölförderanlagen aus. Bei der Havarie der Exxon Valdez kamen möglicherweise bis zu 10 Prozent des weltweiten Bestands um.
Inzwischen werden diese Angaben jedoch wissenschaftlich stark angezweifelt und der Kurzschnabelalk wurde 2014 vom IUCN in die erheblich niedrigere Kategorie „near threatened“ herabgestuft.

## Bejagung von Alkenvögeln

### Präindustrielle Nutzung
Obwohl Alkenvögel in verhältnismäßig entlegenen Regionen leben, nutzt der Mensch seit langem verschiedene Arten dieser Familie als Nahrungsquelle und Rohstofflieferant für Kleidung. Überreste von Riesenalken wurden in 40 norwegischen Køkkenmøddinger gefunden und ähnliche Funde gibt es für Ausgrabungen in Neufundland, die sich auf 4.000 v. Chr. datieren lassen. In der Nähe aller großen Kolonien von Dickschnabellummen im Osten der kanadischen Arktis lassen sich Spuren von Eskimosiedlungen finden. An der Straße von Georgia, einer Wasserstraße des Pazifischen Ozeans, finden sich Køkkenmøddinger, die unter anderem Überreste von Papageitauchern und Lummen enthalten.

#### Nutzung als Nahrungsmittel

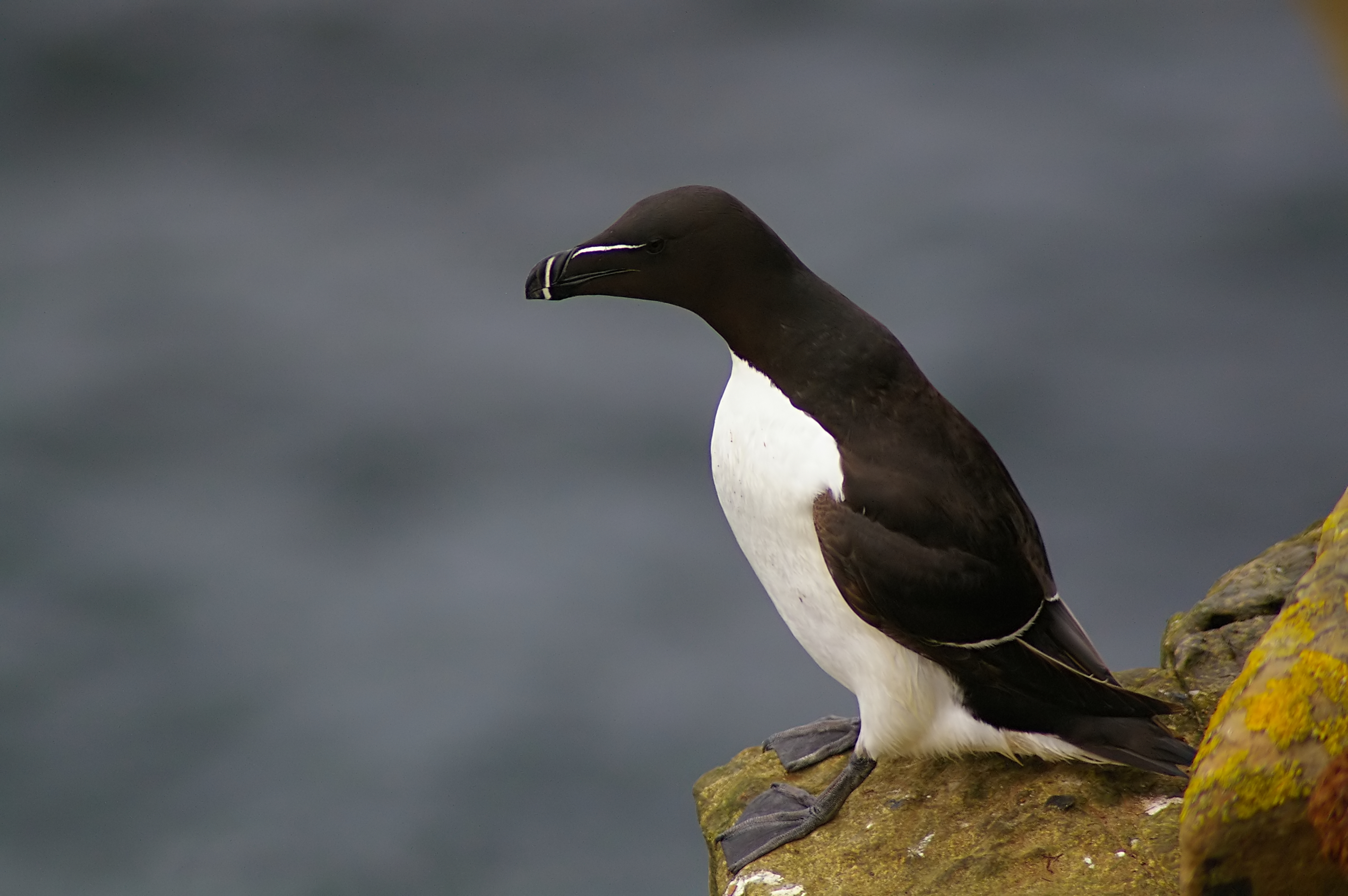
Tordalk

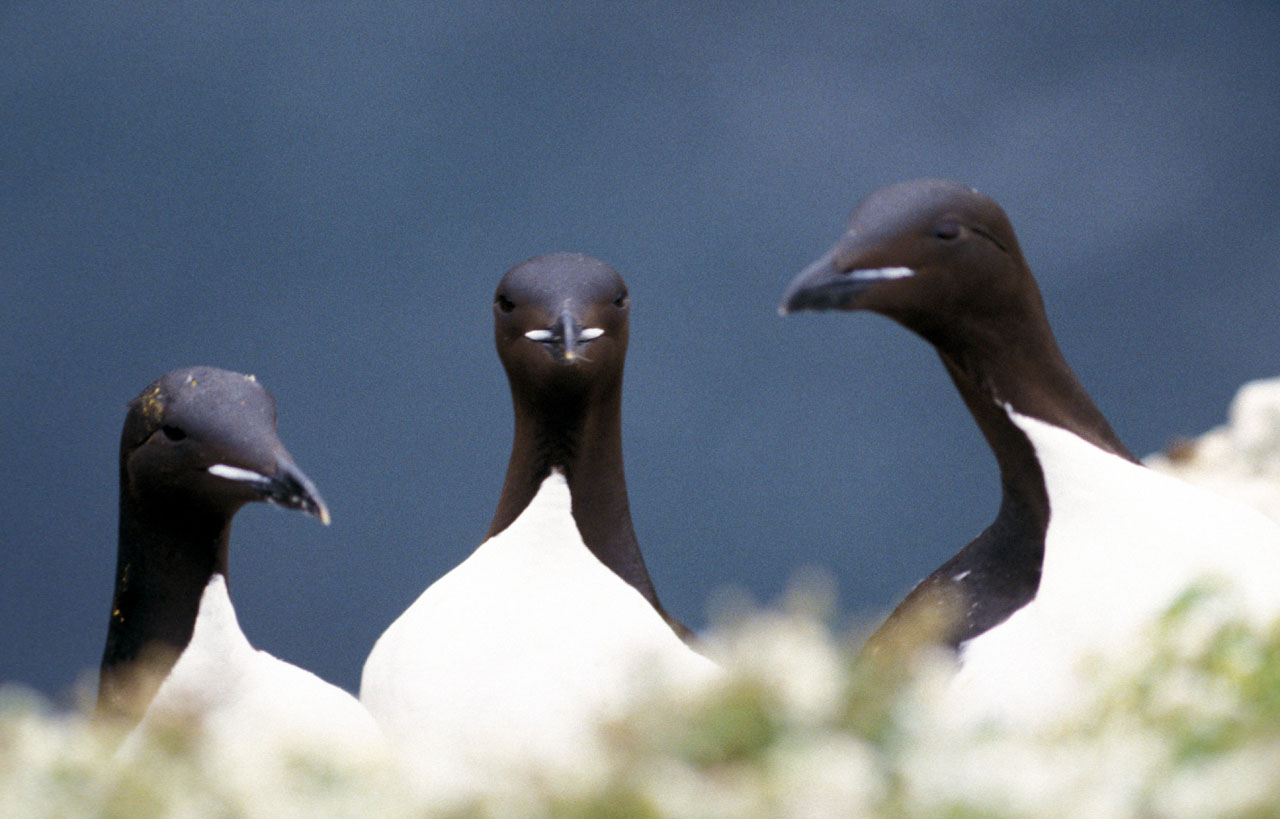
Dickschnabellumme

Eine Reihe unterschiedlicher Techniken wurde eingesetzt, um Alkenvögel zu erjagen. Eine der am weitesten verbreiteten Methoden, die sich sowohl bei Eskimovölkern der Beringstraße als auch bei Isländern, den Faröern und den Inuit im Nordwesten Grönlands findet, war die Verwendung eines an einer langen Stange befestigten Netzes. Die Jäger versteckten sich hinter Steinen oder Felsvorsprüngen und schoben diese Netze jäh in die Flugbahn der Alkenvögel, die niedrig fliegend zu den Brutkolonien zurückkehrten. In der Qikiqtaaluk-Region wurden lange Stöcke verwendet, um die vorbeifliegenden Vögel zu erschlagen. In Island wurden Schlingfallen auf kleinen, in seichten Küstengewässern verankerten Flößen angebracht, um Lummen, Papageitaucher und Tordalken zu fangen. Techniken, mit denen vor allem fliegende Alkenvögel gefangen wurden, waren nachhaltiger, da damit vor allem nichtbrütende Vögel gefangen wurden. Typisch für Nichtbrüter ist ein wiederholtes Kreisen über den Brutkolonien, wodurch sie überproportional häufig erjagt wurden. Auch die Verwendung von Schlingfallen führte vor allem zum Fang balzender, noch nicht brütender Vögel. Geschätzt wird, dass auf Island mit diesen Methoden jährlich 150.000 bis 200.000 Papageitaucher gefangen wurden, ohne dass dies zu einem negativen Bestandstrend führte. Dagegen führte das Schießen von Brutvögeln in Kolonien, das auf Grönland im Verlauf des 20. Jahrhunderts üblich wurde, zu einem drastischen Bestandsrückgang an Dickschnabellummen.
Die Eier der Alkenvögel enthalten sehr viel Fett und haben größere Eigelbe als die der meisten anderen Landvogelarten. Menschen sammelten daher traditionell Eier von Alkenvögeln und haben damit möglicherweise dazu beigetragen, dass Alkenvögel auf küstennahen, menschlichen Siedlungen nahen Inseln verhältnismäßig selten blieben. Das Sammeln von Papageitaucher- und Lummeneiern war auf St. Kilda, Schottland, üblich und Ausgrabungen belegen diese Praxis auch für Haida Gwaii, Kanada, und Inseln in Alaska. Die meisten der indigenen Völker in den Regionen, in denen Alkenvögel brüteten, entwickelten Techniken, um das Fleisch und die Eier für die Zeit aufzubewahren, während der sich die Alkenvögel auf hoher See befanden. Samuell Prickett, einer der wenigen, die Henry Hudsons Erkundungsfahrt in der nach ihm benannten Bucht überlebten, beschrieb, wie die indigenen Völker dieser Region Alkenvögel in Steinhütten hängten, wo das Fleisch durch Lufttrocknung konserviert wurde. Ähnliche Methoden finden sich auch auf den Äußeren Hebriden. In der Region Qaanaaq auf Grönland war die Aufbewahrung der erjagten Krabbentaucher von noch größerer Bedeutung, da ihr Fleisch im Herbst die einzige Nahrungsquelle war, bis das Meereis so gefroren war, dass die Robbenjagd wieder möglich wurde. Die Vögel wurden in Robbenfelle eingenäht, in die Erde eingegraben und später roh gegessen. Der kanadische Forscher Fred Bruemmer, der nach dieser Methode konserviertes Fleisch 1950 probieren konnte, verglich den Geschmack mit dem von sehr reifem Käse.

#### Nutzung als Ressource für Kleidung
Die Häute von Alkenvögeln waren vor allem für die indigenen Völker Nordamerikas von großer Bedeutung, in deren Region Karibus nicht vorkamen. Sowohl die indigenen Völker am Sankt-Lorenz-Golf als auch die der Aleuten verarbeiteten die Häute von Schopfalken und Hornlunden zu Parkas. In anderen Regionen wurden die Häute von Papagei- und Krabbentauchern zu Kleidungsstücken verarbeitet, die unter Fellparkas getragen wurden. Die spektakulären Schnäbel der Fratercula-Arten wurden in vielen Regionen als Schmuck für zeremonielle Gewänder verarbeitet.

### 19. und 20. Jahrhundert

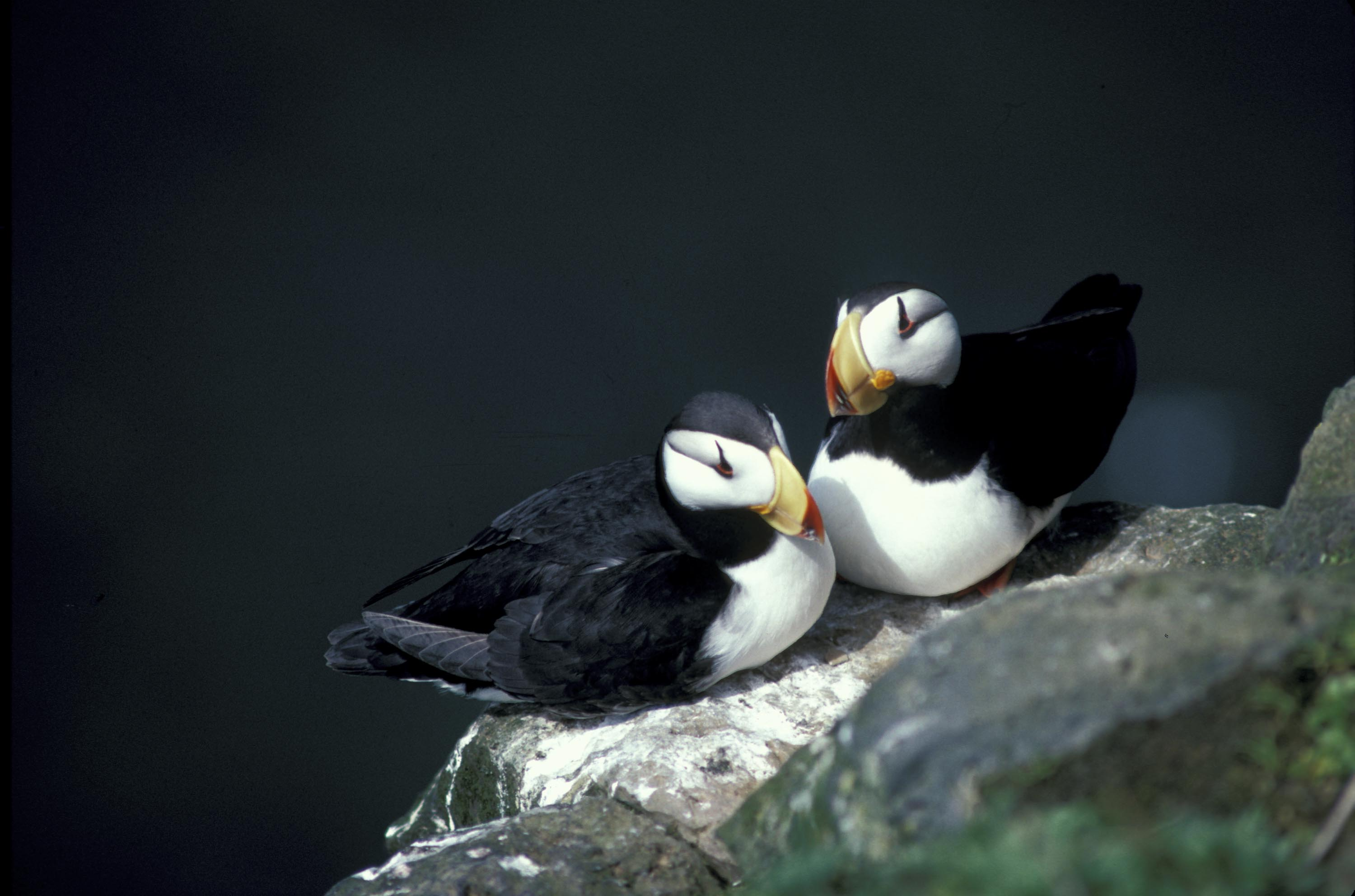
Hornlund

Es gibt keine Hinweise darauf, dass die Eiersammel- und Jagdaktivitäten präindustrieller Völker, die die Seevogelkolonien ausschließlich für Subsistenzzwecke nutzten, bei diesen zu nachhaltigen Bestandsrückgängen führten. Anders verhält es sich bei der kommerziellen Nutzung, die im Verlauf des 19. Jahrhunderts einsetzte und bei denen Schusswaffen eine wesentliche Rolle spielte. Die großen Alkenvögelkolonien am Sankt-Lorenz-Golf, die noch 1835 von John James Audubon beschrieben worden, waren gegen Ende des 19. Jahrhunderts weitgehend verschwunden. Der Riesenalk wurde vor allem wegen seiner Federn gejagt und starb deswegen in der ersten Hälfte des 19. Jahrhunderts aus. In der durch den kalifornischen Goldrausch boomenden Stadt San Francisco waren Lummeneier ein so wertvolles Gut, dass die Konkurrenz zwischen den Eiersammlern 1863 sogar zu Schusswechseln führte.
Große Ansammlungen von Alkenvögeln zogen Polarfüchse an, was beispielsweise dazu führte, dass die indigenen Völker der alkenvögelreichen Qikiqtaaluk-Region einen überproportionalen Anteil am grönländischen Pelzexport in den 1940er Jahren hatten. Auf den ebenfalls alkenvogelreichen Aleuten, wo es bis zu diesem Zeitpunkt keine Raubsäuger gab, führte man deshalb Polarfüchse ein. Während die Krabbentaucher Grönlands ein an die Prädation durch Raubsäuger angepasstes Verhalten hatten, fehlten den dort vorkommenden Alkenvögeln ein solches Verhalten. Die dort vorkommenden Alkenvögel starben auf Grund der Nachstellungen durch den Polarfuchs aus.
Alkenvögel werden auch noch heute bejagt. Eine traditionelle Jagd auf Lummen und Papageitaucher gibt es noch auf Island und den Faröern, wenn auch nicht mehr in dem Ausmaß früherer Jahre. In der kanadischen Arktis haben die dortigen indigenen Völker nach wie vor das Recht, Dickschnabellummen zu bejagen und ihre Eier zu sammeln. Die Eierernte aber macht beispielsweise weniger als ein Prozent der gelegten Eier der dort brütenden Vögel aus. Lummen werden außerdem auf Neufundland und Labrador bejagt.

## Forschungsgeschichte

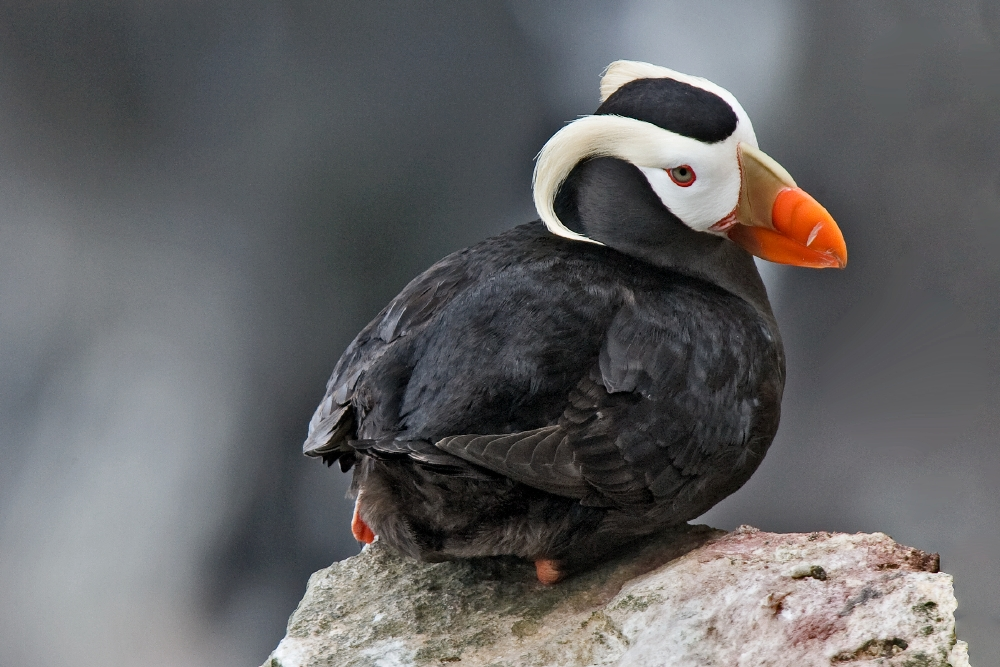
Gelbschopflund

Carl von Linné kannte 1758 mit Papageitaucher, Tordalk, Riesenalk, Gryllteiste, Dickschnabellumme und Krabbentaucher sechs Arten aus der Familie der Alkenvögel. Die wissenschaftliche Erstbeschreibung der Trottellumme erfolgte 1763 durch den dänischen Theologen Erik Pontoppidan. Peter Simon Pallas beschrieb in seiner 1769 Spicilegia Zoologica Schopf- und Rotschnabelalk sowie den Gelbschopflund. Johann Friedrich Gmelin nahm 1789 neben Silberalk und Marmelalk auch den Bartalk in die von Linné eingeführte binominalen Nomenklatur auf. Gegen Ende des 18. Jahrhunderts waren damit 13 der heute anerkannten 23 Alkvogelarten beschrieben.
Peter Simon Pallas beschrieb in seiner 1811 posthum publizierten Zoographia Rosso-Asiatica fünf weitere, von Georg Wilhelm Steller gesammelte Arten und 1828 benannte Nicholas Aylward Vigors den Kurzschnabelalk. Die letzten Alkvogelarten waren bis 1865 beschrieben. Die taxonomische Einordnung der Arten wurde seit 1758 vielfach überarbeitet. Carl von Linné ordnete zunächst alle ihm bekannten Arten der Gattung Alca zu, aber bereits 1760 führte Mathurin-Jacques Brisson die Gattung Fratercula ein. Bis zum Ende des 18. Jahrhunderts waren einzelne Alkenvogelarten vier weiteren, heute noch gültigen Gattungen zugeordnet: Uria (Morten Thrane Brünnich, 1764), Cepphus (Simon Peter Pallas, 1769), Aethia (Blasius Merrem, 1788) und Pinguinus (Pierre Joseph Bonnaterre, 1791). Heinrich Friedrich Link führte 1806 die Gattung Alle ein, Charles Lucien Bonaparte benannte 1828 die Gattung Cerorhinca und Johann Jakob Kaup 1829 die heute nicht mehr verwendete Gattung Cyclorhynchus. Der deutsche Naturforscher Johann Friedrich von Brandt führte 1837 die drei Gattungen Brachyramphus, Synthliboramphus und Ptychoramphus ein. Die von Johann Friedrich Brandt 1869 vorgeschlagene Einordnung zu Gattungen und Triben entspricht bereits weitgehend dem heutigen Verständnis, gemeinsam mit Samuel Elliott Coues gilt er als Begründer der Alkenvögelforschung. In der zweiten Hälfte des 19. Jahrhunderts wurde man sich zunehmend bewusst, dass die Ähnlichkeit zwischen Alkenvögel und Pinguine rein oberflächlich war und eine engere Verwandtschaft dieser Familie mit Möwen und Schnepfenvögeln bestand. Charakteristisch für das 20. Jahrhundert war zunehmend eine Hinwendung zur Erforschung des Verhaltens und der ökologischen Rolle der Alkenvögel. Die von Arthur Cleveland Bents 1919 veröffentlichte Life Histories of North American Diving Birds beschrieb die Erkenntnisse über das Verhalten pazifischer Alkenvögel und das unter anderem von Henry Witherby 1941 herausgegebene Handbook of British Birds ging ausführlich auf das Verhalten atlantischer Alkenvögel ein. Ab den 1930er Jahren verbrachte eine zunehmende Zahl von Naturforscher wie Ronald Lockley längere Zeiträume auf Inseln mit großen Brutkolonien, um die dortigen Vögel zu studieren und eine Reihe von Expeditionen zu arktischen und subarktischen Inseln brachten neue Erkenntnisse über die in der Arktis brütenden Arten. Der Däne Finn Salomonsen begann kurz nach Ende des Zweiten Weltkrieges auf Grönland Alkvögel zu beringen, ein Programm, das bis in die 1980er Jahre fortgesetzt wurde und wichtige Erkenntnisse über die Wanderungen von Alkvögeln erbrachte. Seitdem sind eine Reihe sehr detaillierter Studien über Alkenvögel erschienen. Anlass für viele Studien waren häufig spezifische Fragestellungen: In Nordamerika war der Genehmigungsprozess für Offshore-Ölförderung der Anlass für eine Reihe von Forschungsaufträgen, um die Auswirkungen der Bohrplattformen vor der Küste auf die Alkenvögelpopulationen zu bestimmen. Zahlreiche Studien der 1980er Jahre fokussierten auf die Ökosysteme, in denen die Alkenvögel lebten, um unter anderem die Auswirkungen der kommerziellen Fischerei auf die Bestände von Alken- und anderer Seevögel zu verstehen. Die Anstrengungen um den Erhalt der alten Küstenmammutwälder an der pazifischen Küste der USA führte in den 1980er Jahren zu detaillierten Studien des Marmelalks, der diese Bäume als Nistplatz nutzt. Auf Grund dieser Forschungen wurden eine Reihe neuer Techniken in der Feldornithologie eingeführt, unter anderem der Einsatz von Videoüberwachung und Radargeräten.

## Gattungen und Arten
Zu den Alken gehören 11 Gattungen und 24 Arten, die in zwei Unterfamilien zusammengefasst werden.
- Unterfamilie Alcinae
  - Alca
    - Tordalk (Alca torda)

  - Alle
    - Krabbentaucher (Alle alle)

  - Brachyramphus

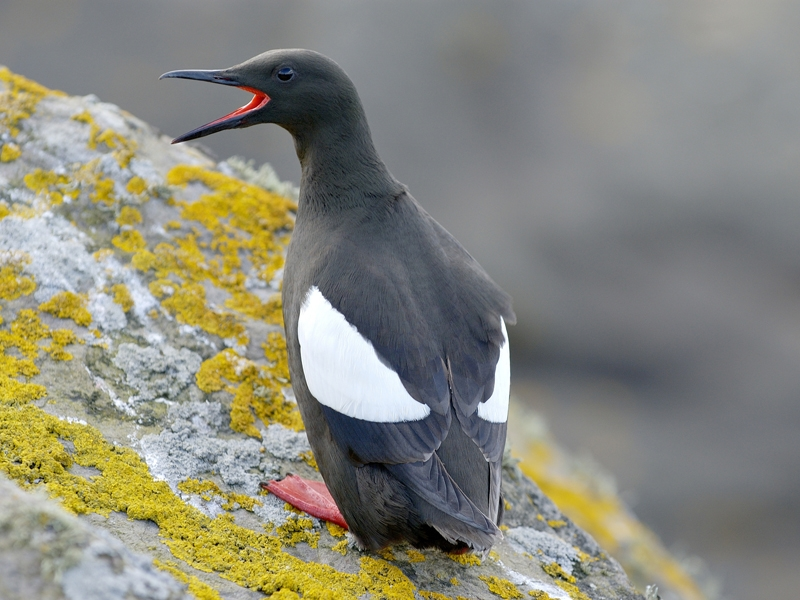
Gryllteiste (Cepphus grylle)

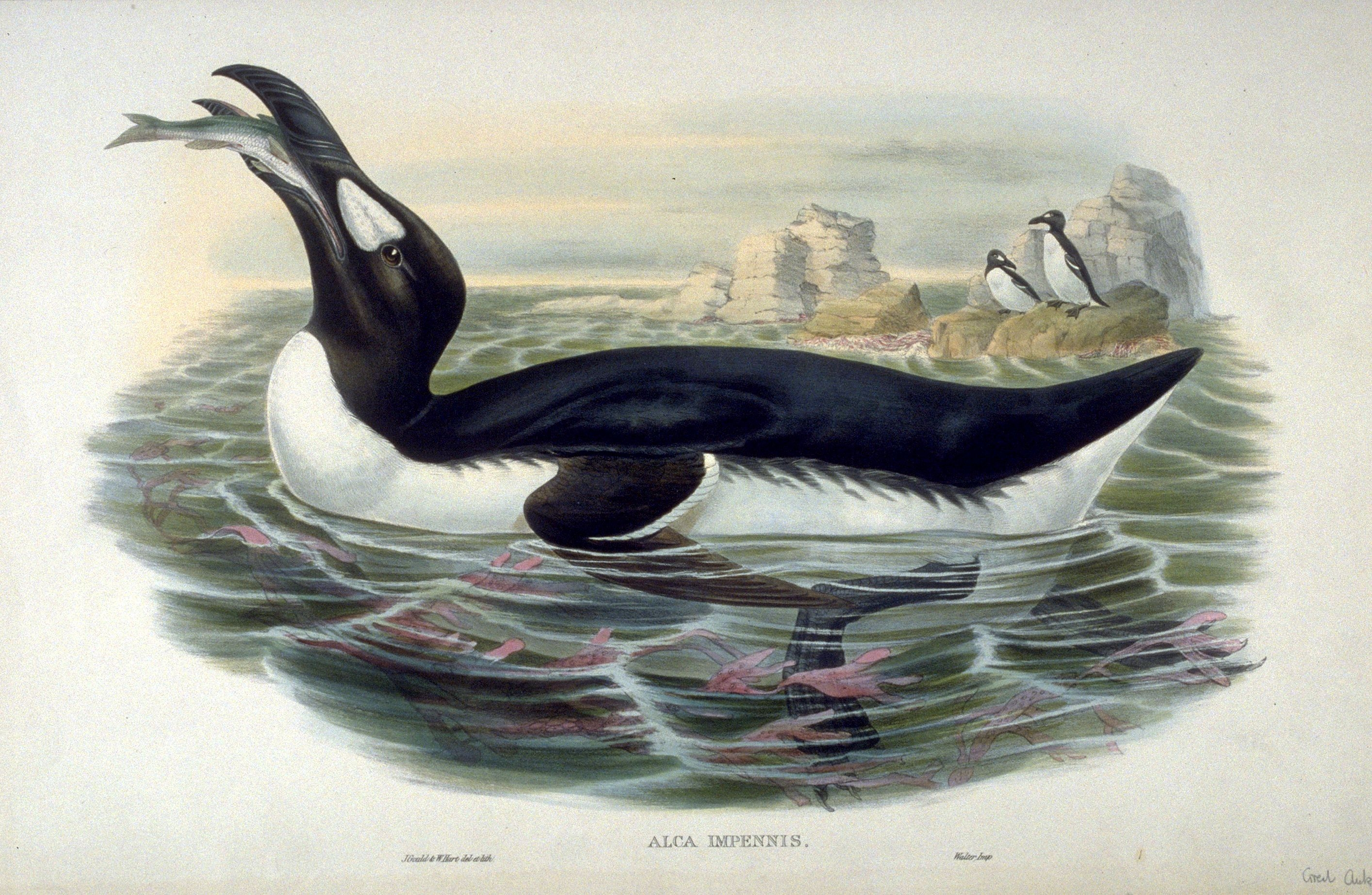
Riesenalk, Lithografie von John Gould. Aus: „The Birds of Europe“ (1832–1837)

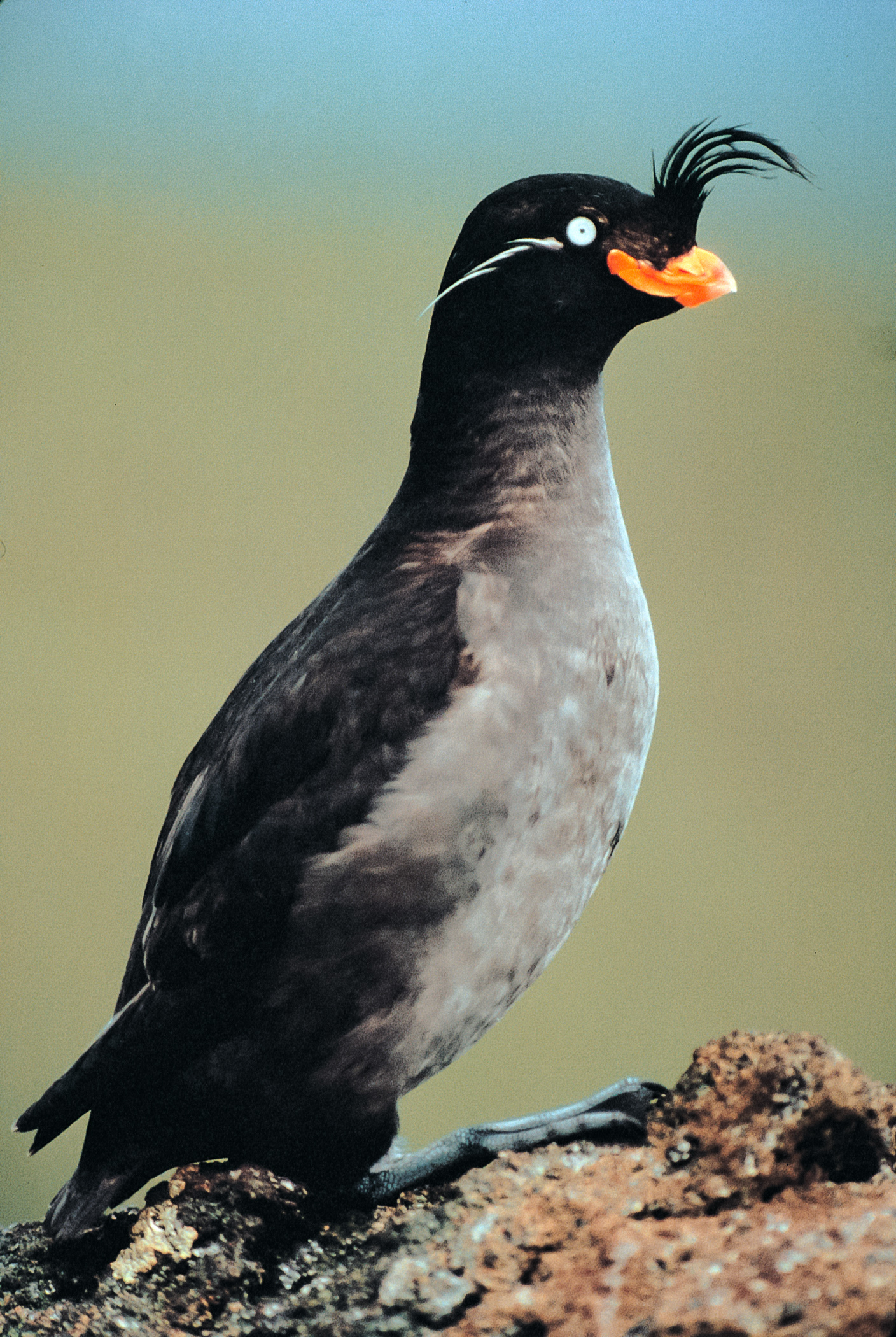
Schopfalk (Aethia cristatella)

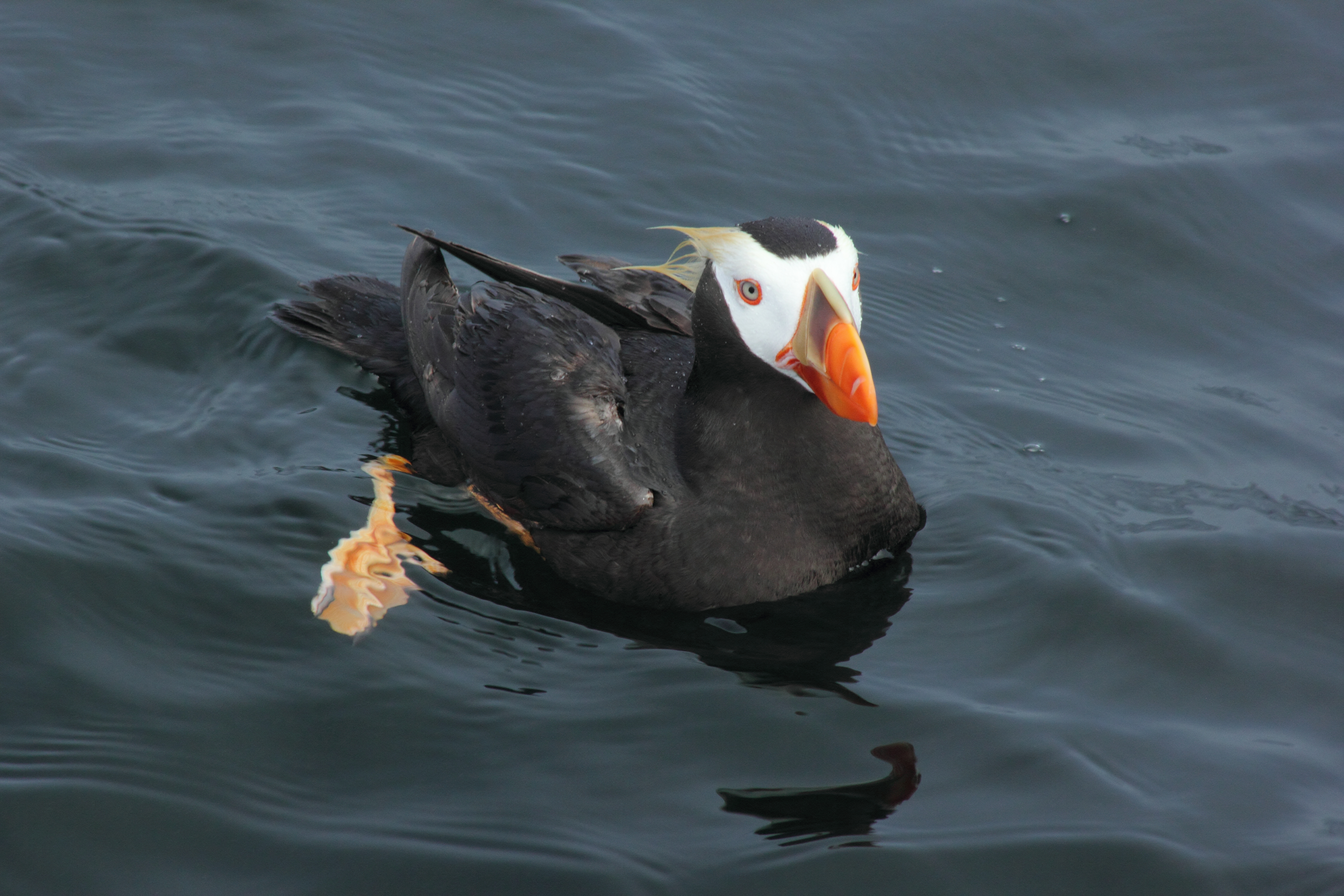
Gelbschopflund (Fratercula cirrhata)

    - Kamtschatkamarmelalk (Brachyramphus perdix)
    - Kurzschnabelalk (Brachyramphus brevirostris)
    - Marmelalk (Brachyramphus marmoratus)

  - Cepphus
    - Brillenteiste (Cepphus carbo)
    - Gryllteiste (Cepphus grylle)
    - Taubenteiste (Cepphus columba)

  - Pinguinus †
    - Riesenalk (Pinguinus impennis) †

  - Synthliboramphus
    - Craverialk (Synthliboramphus craveri)
    - Japanalk (Synthliboramphus wumizusume)
    - Lummenalk (Synthliboramphus hypoleucus)
    - Silberalk (Synthliboramphus antiquus)

  - Lummen (Uria)
    - Dickschnabellumme (Uria lomvia)
    - Trottellumme (Uria aalge)
- Unterfamilie Fraterculinae
  - Aethia
    - Bartalk (Aethia pygmaea)
    - Rotschnabelalk (Aethia psittacula) oder (Cyclorrhynchus psittacula)
    - Schopfalk (Aethia cristatella)
    - Zwergalk (Aethia pusilla)

  - Cerorhinca
    - Nashornalk (Cerorhinca monocerata)

  - Fratercula
    - Gelbschopflund (Fratercula cirrhata)
    - Hornlund (Fratercula corniculata)
    - Papageitaucher (Fratercula arctica)

  - Ptychoramphus
    - Aleutenalk (Ptychoramphus aleuticus)